# کوه کاچکانار
کوه کاچکانار (روسی: Качкана́р) یک کوه در استان سوردلوفسک کشور روسیه است.